# Сибирская межбанковская валютная биржа
Сибирская межбанковская валютная биржа (сокращённо СМВБ) — центр биржевой торговли Сибирского федерального округа. Входит в общероссийскую биржевую систему и выполняет функции представителя и технического центра Московской биржи в Новосибирске. 
Организована 15 сентября 1992 года. В IT-подразделении биржи велись разработки системы интернет-трейдинга QUIK, активно используемой российскими брокерами. С появлением интернет-трейдинга и концентрацией биржевых торгов в Москве, необходимость в региональных биржах постепенно отпадала, по сути они предоставляли свою инфраструктуру для торгов на ММВБ. И в 2000 году СМВБ вывела торговую платформу QUIK в отдельную компанию - «СМВБ - Информационные технологии». Её сотрудниками стали специалисты IT-департамента биржи.